# Mapa genowa
Mapa genowa to liniowa lub niekiedy kołowa prezentacja ułożenia genów. W zależności od organizacji genomu rozróżniamy:
- mapy liniowe (geny ułożone jeden za drugim od początku chromosomu do końca)

- mapy kołowe (ang. circular maps) oddające ułożenie genów w genomie większości mitochondriów, kołowych plazmidów oraz genomów bakteryjnych.